# أندرو كاسون
أندرو كاسون (بالإنجليزية: Andrew Casson)‏ هو طوبولوجي ورياضياتي بريطاني، ولد في 1943.